# William Haboush
William Joseph Haboush (né en 1942) est un mathématicien américain spécialiste de la théorie des groupes algébriques et de leurs représentations. Hironaka dirige sa thèse, soutenue en 1969 à l'université Columbia. En 1975, il démontre une conjecture de Mumford sur les groupes réductifs, ainsi devenue théorème de Haboush. Il travaille à l'université de l'Illinois à Urbana-Champaign.